# Helwith
Helwith – osada w Anglii, w hrabstwie North Yorkshire, w dystrykcie (unitary authority) North Yorkshire. Leży 74 km na północny zachód od miasta York i 345 km na północ od Londynu.